# Фоминское (Талдомский городской округ)
Фоминское — деревня в Талдомском районе Московской области России, входит в состав сельского поселения Ермолинское. Население — 3 чел. (2010).

## География
Расположена на севере Московской области, в северо-восточной части Талдомского района, примерно в 19 км к северо-востоку от центра города Талдома, с которым связана прямым автобусным сообщением. Ближайшие населённые пункты — деревни Ермолино, Сенино и Станки. Западнее деревни находится участок «Апсаревское урочище» государственного природного заказника «Журавлиная родина».

## Население
| 1859 | 1888 | 1926 | 2002 | 2006 | 2010 |
| ---- | ---- | ---- | ---- | ---- | ---- |
| 24   | ↗96  | ↘78  | ↘2   | ↗3   | →3   |

## История
В «Списке населённых мест» 1862 года — владельческая деревня 2-го стана Калязинского уезда Тверской губернии между Дмитровским и Углицко-Московским трактами, в 46 верстах от уездного города и 11 верстах от становой квартиры, при колодце, с 3 дворами и 24 жителями (12 мужчин, 12 женщин).
По данным 1888 года входила в состав Семёновской волости Калязинского уезда, проживало 96 человек (44 мужчины, 52 женщины).
По материалам Всесоюзной переписи населения 1926 года — деревня Бучевского сельского совета Семёновской волости Ленинского уезда Московской губернии, в 11,7 км от шоссе Углич — Сергиев и 14,9 км от станции Талдом Савёловской железной дороги, проживало 78 жителей (40 мужчин, 38 женщин), насчитывалось 18 крестьянских хозяйств.
С 1929 года — населённый пункт в составе Ленинского района Кимрского округа Московской области.
Постановлением ЦИК и СНК от 23 июля 1930 года округа как административно-территориальные единицы были ликвидированы. Постановлением Президиума ВЦИК от 27 декабря 1930 года городу Ленинску было возвращено историческое наименование Талдом, а район был переименован в Талдомский.
1936—1954 гг. — деревня Жизнеевского сельсовета Талдомского района.
1954—1963, 1965—1994 гг. — деревня Ермолинского сельсовета Талдомского района.
1963—1965 гг. — деревня Ермолинского сельсовета Дмитровского укрупнённого сельского района.
1994—2006 гг. — деревня Ермолинского сельского округа Талдомского района.
С 2006 г. — деревня сельского поселения Ермолинское Талдомского муниципального района Московской области.